# Nazionale femminile under 19 di calcio del Belgio
La Nazionale Under-19 di calcio femminile del Belgio è la rappresentativa calcistica femminile internazionale della Belgio formata da giocatrici al di sotto dei 19 anni, gestita dalla Federazione calcistica del Belgio (Union Royale Belge des Sociétés de Football Association / Koninklijke Belgische Voetbalbond - URBSFA/KBVB).).
Come membro dell'Union of European Football Associations (UEFA) partecipa a vari tornei di calcio giovanili internazionali riservati alla categoria, come al Campionato europeo UEFA Under-19 e ai tornei a invito come il Torneo di La Manga.
Il migliore risultato sportivo raggiunto in ambito UEFA dalla formazione fu la fase a gironi nelle uniche quattro edizioni in cui ottenne la qualificazione alla fase finale, ossia Italia 2011, Norvegia 2014, Scozia 2019 e Belgio 2023 (quest'ultima da Paese organizzatore).

## Partecipazioni ai tornei internazionali

### Piazzamenti agli Europei Under-18
- 1998: Non qualificata
- 1999: Non qualificata
- 2000: Non qualificata
- 2001: Non qualificata

### Piazzamenti agli Europei Under-19
- 2002: Non qualificata
- 2003: Non qualificata
- 2004: Non qualificata
- 2005: Non qualificata
- 2006: Non qualificata
- 2007: Non qualificata
- 2008: Non qualificata
- 2009: Non qualificata
- 2010: Non qualificata
- 2011: Fase a gironi
- 2012: Non qualificata
- 2013: Non qualificata
- 2014: Fase a gironi
- 2015: Non qualificata
- 2016: Non qualificata
- 2017: Non qualificata
- 2018: Non qualificata
- 2019: Fase a gironi
- 2020 - 2021: Tornei cancellati
- 2022: Non qualificata
- 2023: Fase a gironi